# Autaugaville
Autaugaville is een plaats (town) in de Amerikaanse staat Alabama, en valt bestuurlijk gezien onder Autauga County.

## Demografie
Bij de volkstelling in 2010 werd het aantal inwoners vastgesteld op 870.
In 2016 is het aantal inwoners door het United States Census Bureau geschat op 854, een daling van 16 inwoners (1,8%).

## Geografie
Volgens het United States Census Bureau beslaat de plaats een oppervlakte van 20,46 km², waarvan 19,93 km² land en 0,53 km² water. 
Autaugaville ligt op ongeveer 56 m boven zeeniveau.

## Onderwijs
Het onderwijs binnen Autaugaville valt onder het beheer van Autauga County School System. Het dorp huisvest de Autaugaville School waar vanaf de peuterschool tot leerjaar 12 wordt lesgegeven.

## Plaatsen in de nabije omgeving
De onderstaande figuur toont de plaatsen in een straal van 32 km rond Autaugaville.